# Einar Persson
Einar Persson (ur. 5 grudnia 1900, zm. 14 sierpnia 1973) – szwedzki piłkarz występujący na pozycji napastnika, reprezentant Szwecji.

## Kariera klubowa
W latach 1922–1933 występował na pozycji napastnika w klubie Sandvikens IF, w barwach którego rozegrał łącznie 3 sezony na poziomie Allsvenskan (1929/30, 1930/31 i 1932/33).

## Kariera reprezentacyjna
1 lipca 1928 zadebiutował w reprezentacji Szwecji w przegranym 1:2 towarzyskim meczu z Polską w Katowicach, w którym zdobył gola. W tym samym miesiącu zaliczył kolejne dwa spotkania, przeciwko Łotwie i Estonii, zamykając swój dorobek w drużynie narodowej na 3 występach i 1 zdobytej bramce.

## Życie prywatne
Jego bracia Gunnar, Ingvar, Rune i Walfrid również byli piłkarzami grającymi w Sandvikens IF. Ingvar i Walfrid występowali ponadto w reprezentacji Szwecji.